# Lands of Lore
Lands of Lore (рус. Земли преданий) — серия классических компьютерных ролевых игр, созданных Westwood Studios и изданных Virgin Interactive. Lands of Lore выполнена в традициях игры Dungeon Master, но в отличие от неё в Lands of Lore используется линейный игровой сюжет.

## Создание
Компания Westwood Studios в течение долгого времени создавала ролевые игры (РПГ). После создания успешной серии РПГ — Eye of the Beholder и Eye of the Beholder II: The Legend of Darkmoon, где также принимала участие компания SSI, Westwood, из-за разногласий с SSI, отказалась от создания третьей части и вместо неё решила создать свою собственную РПГ, без участия других компаний.
Westwood Studios решила не ограничивать игру правилами Dungeons & Dragons, традиционными для игр такого жанра на момент создания Lands of Lore, и добавила в неё некоторые новые элементы.
Изначально планировалось создать серию из восьми игр, но в конечном счёте было создано три игры.

## Игровой мир
Действие игр происходит в волшебном мире под названием «Земли». Основное царство Земель — Глэдстоун, место, где обитают «хорошие», цивилизованные расы.
История Земель делится на шесть периодов.
- Первый период — «Неизведанное начало». Создание Земель.
- Второй период — «Золотой век». Древние странствовали по Землям. Войн в этот период не было.
- Далее был период «Война еретиков». Древние проиграли и Тёмная армия установила своё правление. Проигравшие были преданы забвению. После исчезновения Древних грабитель и захватчик Рулой вместе со своим отрядом основал крепость в Острых скалах. Им удалось собрать большое количество древней магии, которая оставалась в Землях.
- «Тёмные времена» были четвёртым периодом — периодом тьмы. Появились небольшие государства всех рас Земель.
- После этого последовал период «Война рас». Происходило множество небольших, локальных войн. Некоторые расы были уничтожены, и в конечном итоге осталось только четыре — люди, хьюлайны, дракоиды и томгоги, которые и стали править Землями.
- Текущий период — «Восстание Тёмной армии».

В Lands of Lore II: Guardians of Destiny есть упоминание Кирацвета (волшебный камень, в котором содержится энергия Кирандии) из игры The Legend of Kyrandia, а в The Legend of Kyrandia, Book Two: The Hand of Fate есть письмо, написанное Скотии (правительница Тёмной армии, главный отрицательный персонаж из первой части Lands of Lore) неким доктором археологии Джонсом. Всё это намекает на то, что действие обеих игр компании Westwood Studios происходит в одном и том же игровом мире.

## Игры серии
- Lands of Lore: The Throne of Chaos
- Lands of Lore II: Guardians of Destiny
- Lands of Lore III